# Joshua Rawlins
Joshua James Rawlins (Perth, 23 aprile 2004) è un calciatore australiano, difensore del Melbourne Victory.

## Caratteristiche tecniche
Nel 2021, è stato inserito nella lista "Next Generation" dei sessanta migliori talenti nati nel 2004, redatta dal quotidiano inglese The Guardian.

## Carriera

### Club
Cresciuto nel settore giovanile del Perth Glory, esordisce in prima squadra il 18 novembre 2020, disputando l'incontro di AFC Champions League perso per 1-2 contro lo Shanghai Shenhua. Il 20 gennaio 2021 debutta anche nell'A-League Men, in occasione dell'incontro vinto per 5-3 contro l'Adelaide United.
Il 4 maggio 2022 viene acquistato dall'Utrecht.

### Nazionale
Ha giocato nelle nazionali giovanili australiane Under-17 ed Under-23.

## Statistiche

### Presenze e reti nei club
Statistiche aggiornate all'8 dicembre 2024.
| Stagione           | Squadra            | Campionato         | Campionato | Campionato | Coppe nazionali | Coppe nazionali | Coppe nazionali | Coppe continentali | Coppe continentali | Coppe continentali | Altre coppe | Altre coppe | Altre coppe | Totale | Totale |
| Stagione           | Squadra            | Comp               | Pres       | Reti       | Comp            | Pres            | Reti            | Comp               | Pres               | Reti               | Comp        | Pres        | Reti        | Pres   | Reti   |
| ------------------ | ------------------ | ------------------ | ---------- | ---------- | --------------- | --------------- | --------------- | ------------------ | ------------------ | ------------------ | ----------- | ----------- | ----------- | ------ | ------ |
| 2020-2021          | Perth Glory        | AL                 | 12         | 0          |                 | -               | -               | ACL                | 4                  | 0                  |             | -           | -           | 16     | 0      |
| 2021-2022          | Perth Glory        | AL                 | 22         | 0          | CA+CA           | 1+1             | 0               |                    | -                  | -                  |             | -           | -           | 24     | 0      |
| 2022-2023          | Jong Utrecht       | 1D                 | 24         | 0          |                 | -               | -               |                    | -                  | -                  |             | -           | -           | 24     | 0      |
| 2022-2023          | Utrecht            | ED                 | 0          | 0          | CO              | 0               | 0               |                    | -                  | -                  |             | -           | -           | 0      | 0      |
| 2023-gen. 2024     | Utrecht            | ED                 | 0          | 0          | CO              | 0               | 0               |                    | -                  | -                  |             | -           | -           | 0      | 0      |
| gen.-giu. 2024     | Perth Glory        | AL                 | 12         | 1          |                 | -               | -               |                    | -                  | -                  |             | -           | -           | 12     | 0      |
| Totale Perth Glory | Totale Perth Glory | Totale Perth Glory | 46         | 1          |                 | 2               | 0               |                    | 4                  | 0                  |             | -           | -           | 52     | 1      |
| 2024-2025          | Melbourne Victory  | AL                 | 3          | 0          | CA              | 3               | 0               |                    | -                  | -                  |             | -           | -           | 6      | 0      |
| Totale carriera    | Totale carriera    | Totale carriera    | 73         | 1          |                 | 5               | 0               |                    | 4                  | 0                  |             | -           | -           | 82     | 1      |